# Saint-Genès-la-Tourette
Saint-Genès-la-Tourette ist eine französische Gemeinde mit 189 Einwohnern (Stand: 1. Januar 2022) im Département Puy-de-Dôme in der Region Auvergne-Rhône-Alpes (vor 2016 Auvergne). Sie gehört zum Arrondissement Issoire und zum Kanton Brassac-les-Mines (bis 2015: Kanton Sauxillanges). 

## Geographie
Saint-Genès-la-Tourette liegt etwa 45 Kilometer südöstlich von Clermont-Ferrand. An der westlichen Gemeindegrenze verläuft der Fluss Chaméane, der hier noch Veysson genannt wird. Umgeben wird Saint-Genès-la-Tourette von den Nachbargemeinden 
- Condat-lès-Montboissier im Norden,
- Échandelys im Nordosten,
- Aix-la-Fayette im Osten,
- Saint-Germain-l’Herm im Südosten,
- Le Vernet-Chaméane mit Vernet-la-Varenne im Süden und Chaméane im Westen,
- Saint-Quentin-sur-Sauxillanges im Nordwesten.

## Weblinks

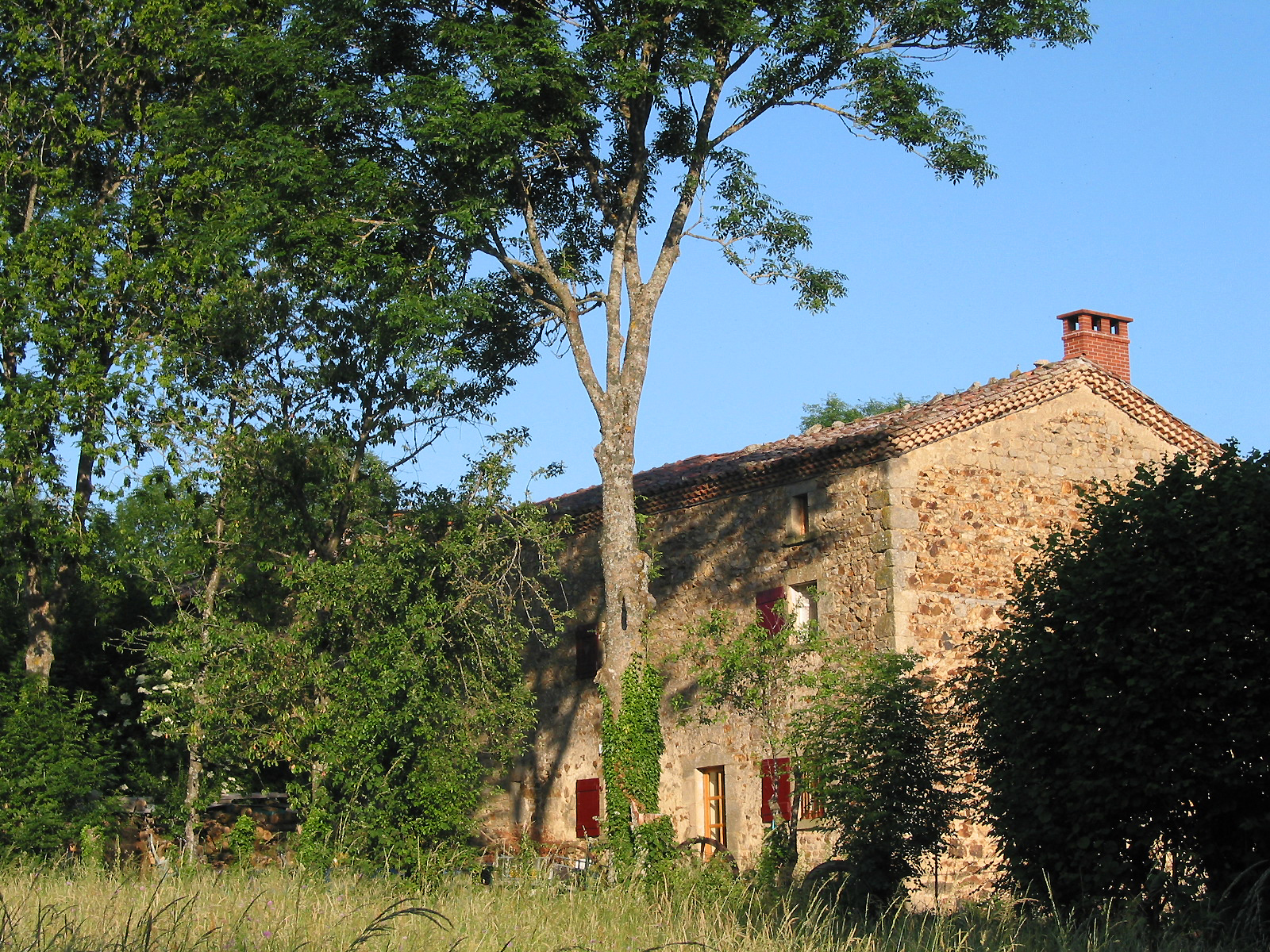
Gutshof von Maredon

## Bevölkerungsentwicklung
| Jahr                       | 1962 | 1968 | 1975 | 1982 | 1990 | 1999 | 2006 | 2013 |
| Einwohner                  | 308  | 306  | 271  | 217  | 194  | 176  | 184  | 181  |
| Quellen: Cassini und INSEE |      |      |      |      |      |      |      |      |

## Sehenswürdigkeiten
- Kirche
- Alter Gutshof von Maredon